# Schenkendöbern
Schenkendöbern település Németországban, azon belül Brandenburgban. Lakosainak száma 3494 fő (2023. december 31.).

## Népesség
A település népességének változása:
| Lakosok száma | 3904 | 4120 | 4545 | 4264 | 3942 | 3662 | 3543 | 3478 | 3495 | 3494 |
|               | 1990 | 1995 | 2000 | 2005 | 2010 | 2015 | 2020 | 2021 | 2022 | 2023 |